# Allada
Allada – miasto w Beninie, w departamencie Atlantique. Położone jest około 60 km na północny zachód od stolicy kraju, Porto-Novo. W spisie ludności z 11 maja 2013 roku liczyło 23 287 mieszkańców.